# Sergios I. (Jerusalem)
Sergios I. war von etwa 843 bis 850 orthodoxer Patriarch von Jerusalem. Seine genauen Lebensdaten sind nicht bekannt.

## Leben
Patriarch Methodios I. von Konstantinopel sandte Sergios um 843 einen Brief, in dem er ihn über die Beschlüsse der kurz zuvor abgehaltenen Synode von Konstantinopel in Kenntnis setzte. Sergios antwortete darauf mit der Zusendung seines Glaubensbekenntnisses, einer Bestätigung aller Synoden vor Methodios und der letzten, 843 abgehaltenen Synode. Sowohl der erste Brief des Methodios an Sergios als auch dessen Antwort sind verschollen, werden allerdings in einem späteren Brief des Methodios aus dem Jahr 846 erwähnt. Dort dankt Methodios dem Patriarchen Sergios für dessen Brief, stellt ihre Einmütigkeit fest und geht nochmals auf die Frage der Behandlung ikonoklastischer Kleriker ein, die auch Gegenstand des vorangehenden, nicht erhaltenen Briefwechsels war.

## Verehrung
Zusammen mit dem späteren Patriarchen von Jerusalem Sergios II. wird seiner in der orthodoxen Kirche am 15. Juni gedacht.